# Saint-Martin-Lars-en-Sainte-Hermine
 Saint-Martin-Lars-en-Sainte-Hermine  es una población y comuna francesa, en la región de Países del Loira, departamento de Vendée, en el distrito de Fontenay-le-Comte y cantón de Sainte-Hermine.

## Demografía
| 709 | 607 | 521 | 450 | 425 | 403 |
| Para los censos de 1962 a 1999 la población legal corresponde a la población sin duplicidades (Fuente: INSEE [Consultar]) |     |     |     |     |     |